# Chezelles (Indre y Loira)
 Chezelles  es una población y comuna francesa, situada en la región de  Centro, departamento de Indre y Loira, en el distrito de Chinon y cantón de Île-Bouchard.

## Demografía
| 140 | 125 | 167 | 148 | 427 | 436 | 436 | 433 | 396 | 403 | 403 | 389 | 398 | 410 | 393 | 358 | 363 | 359 | 349 | 351 | 335 | 310 | 306 | 296 | 325 | 304 | 311 | 263 | 197 | 146 | 144 | 130 |
| Para los censos de 1962 a 1999 la población legal corresponde a la población sin duplicidades (Fuente: INSEE [Consultar]) |     |     |     |     |     |     |     |     |     |     |     |     |     |     |     |     |     |     |     |     |     |     |     |     |     |     |     |     |     |     |     |